# Culture à Bordeaux
Bordeaux, commune française située dans le département de la Gironde, en région Nouvelle-Aquitaine, dispose d'une vie culturelle riche et diversifiée.

## Lieux culturels et salles de spectacles

### Musées

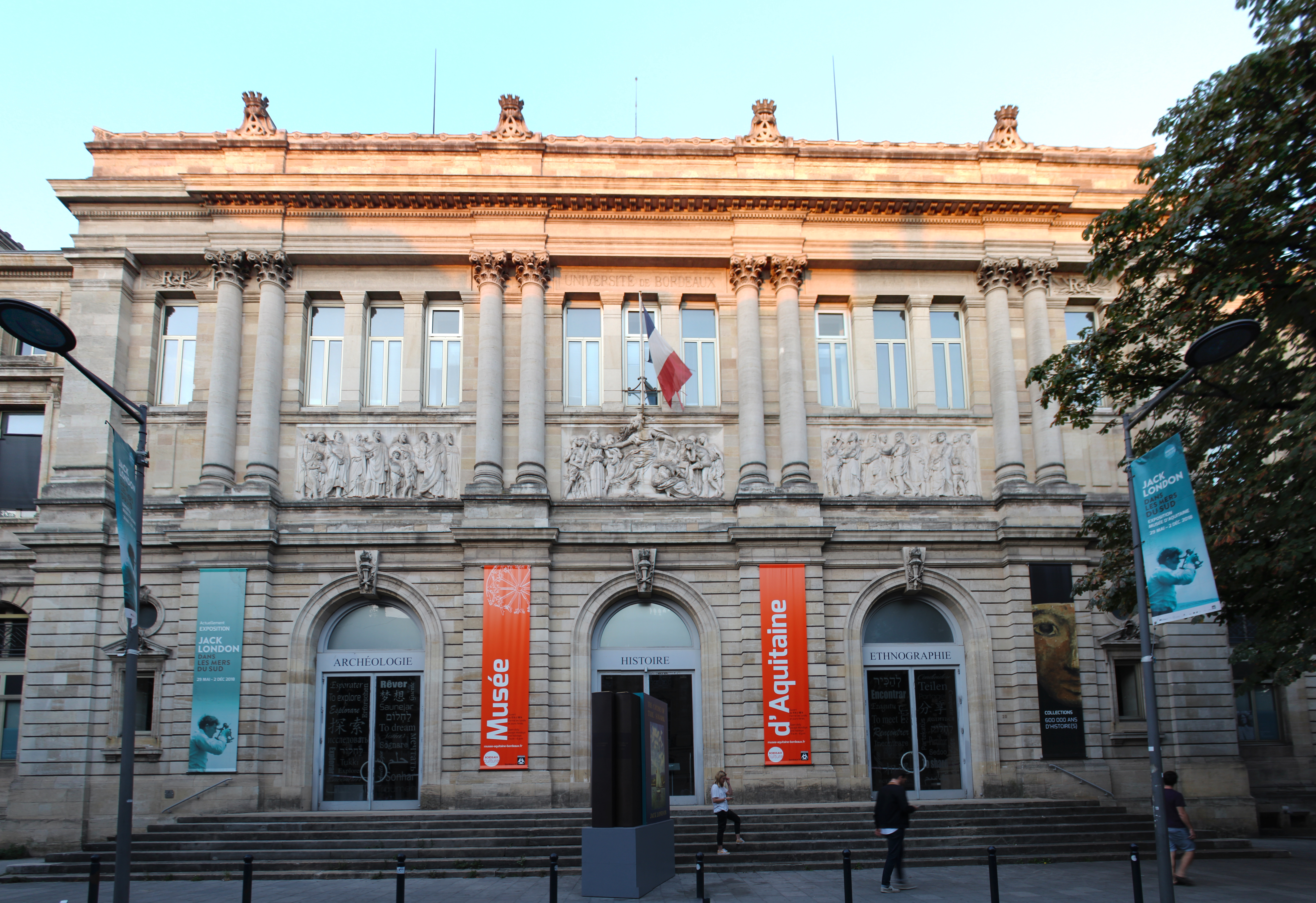
Le musée d'Aquitaine.

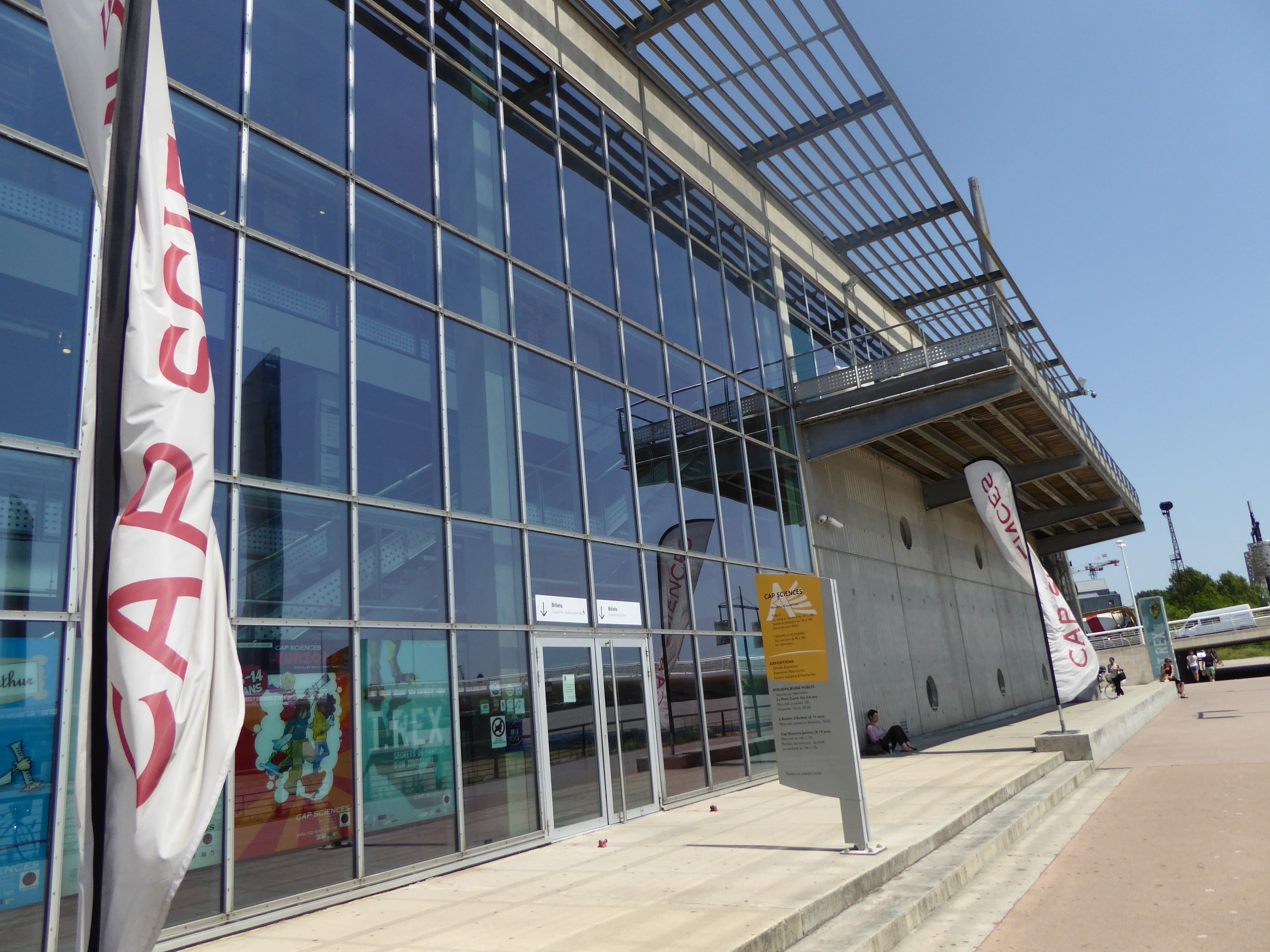
Le musée Cap Sciences, sur les quais de Bordeaux.

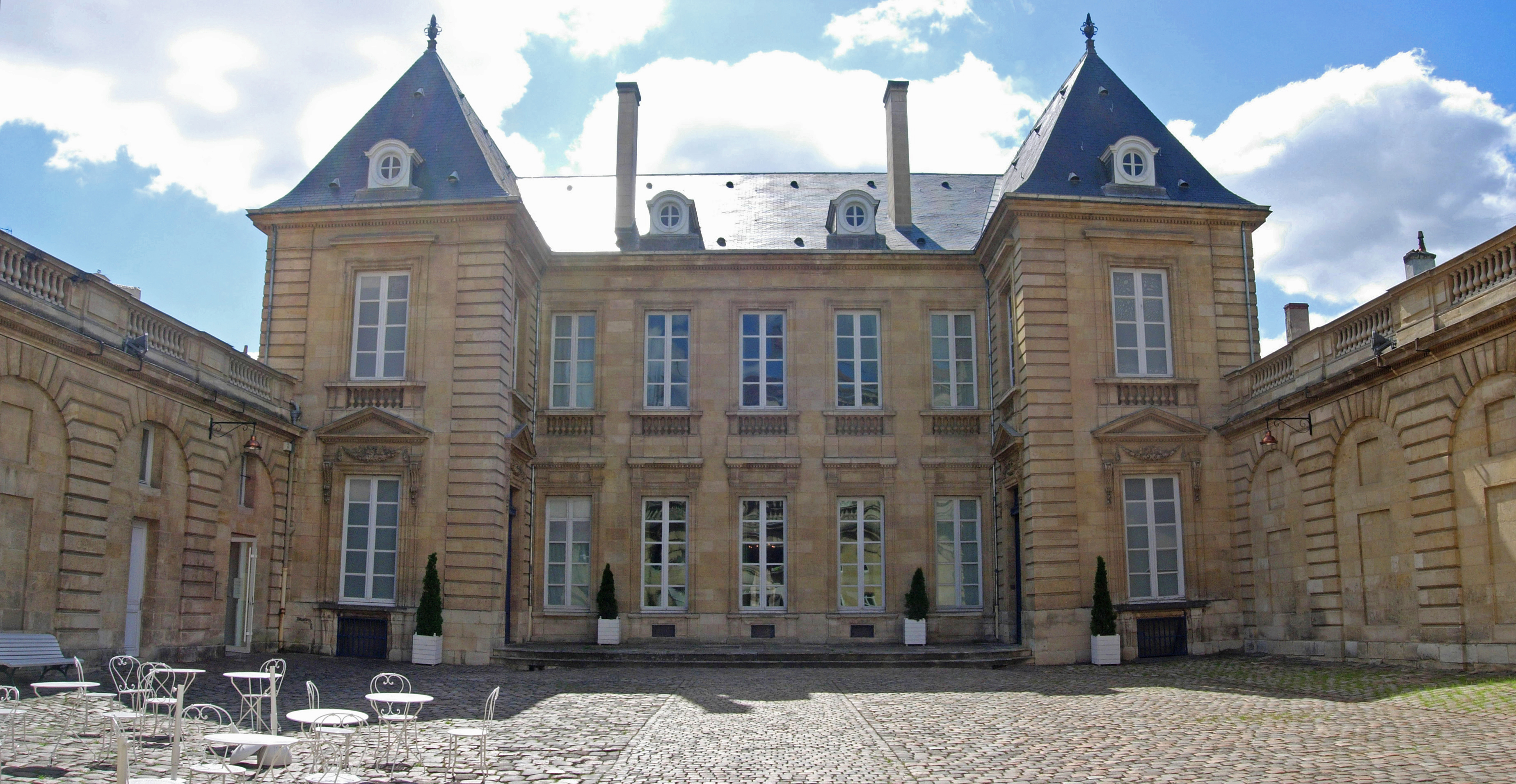
Le musée des arts décoratifs et du design.

Le musée des Beaux-Arts figure parmi les plus anciens musées de France, ce qui explique l’ampleur et la diversité de ses collections, notamment pour les XIXe et XXe siècles. Parmi les dépôts de l’État, figurent certaines toiles majeures comme L’Embarquement de la duchesse d’Angoulême de Gros, La Grèce sur les ruines de Missolonghi et la Chasse au Lion de Delacroix ou le Rolla de Gervex. On y trouve également de remarquables peintures de Rubens, Véronèse, Titien, Van Dyck, Corot, Bouguereau, Gérôme, Matisse, Dufy ou Picasso…
Le musée d'Aquitaine hérité des collections de l'ancien Musée lapidaire créé vers 1783 par l'Académie de Bordeaux à la demande de l'intendant Dupré de Saint-Maur afin de rassembler les vestiges romains mis au jour par d'importants travaux d'urbanisme entrepris dès le XVIe siècle et, principalement, au XVIIIe siècle. Depuis 1962, il a évolué vers un musée d'histoire, d'archéologie et d'ethnographie régionales : vestiges de l'époque préhistorique, antiquités romaines et paléo-chrétiennes de la cité de Burdigalia, collections médiévales, collections ethnographiques, etc. Il accueille également les collections de l'ancien musée Goupil, conservatoire de l'image industrielle.
Bordeaux Patrimoine mondial, centre d'interprétation de l'architecture et du patrimoine (CIAP) de la ville de Bordeaux.
Les Bassins de Lumières, centre d’art numérique situé dans l'enceinte de la base sous-marine de Bordeaux. Il a ouvert ses portes le 17 avril 2020.
Depuis le 24 avril 2025, l'annexe de la base, autrefois réservée aux expositions d'art contemporain, devient un « lieu culturel de proximité » (LCP), appelé Boîte noire. Géré par les associations Le Grand Incendie et Dézip, et disposant d'une salle pouvant accueillir 1 000 personnes, le site est destiné à développer des projets artistiques ancrés dans le quartier.
Le Capc musée d'art contemporain, anciennement centre d'arts plastiques contemporains de Bordeaux est installé dans le cadre superbe d'un ancien entrepôt à grains. Il déploie une collection de la fin des années 1960 aux générations actuelles, rassemblant plus d'un millier d'œuvres et 140 artistes.
Le musée des arts décoratifs et du design est logé dans l'hôtel de Lalande. Édifié en 1779 par l'architecte bordelais Étienne Laclotte, pour le parlementaire Pierre de Raymond de Lalande, le musée abrite de riches collections d'arts décoratifs français, et plus particulièrement bordelais, des XVIIIe et XIXe siècles, ainsi que des collections de peintures, gravures, miniatures, sculptures, mobilier, céramique, verrerie, orfèvrerie, etc.
Le muséum d'histoire naturelle est installé dans une demeure du XVIIIe siècle dans le jardin public de Bordeaux. Il vit au rythme d'expositions thématiques qui mettent en valeur des spécimens des collections permanentes.
Le Musée national des Douanes est logé au sein d'un des magnifiques pavillons de la place de la Bourse. Il retrace l'histoire douanière et illustre les missions des brigades et des bureaux.
Le Centre national Jean-Moulin de documentation sur la Seconde Guerre mondiale présente au public des documents d’époque et des objets qui perpétuent le souvenir de cette période récente de l’histoire, qui situent les différents réseaux et permettent d’apprécier le combat des résistants pour la libération du territoire national.
Le musée d'ethnographie de l'université de Bordeaux (MEB), créé à la fin du XIXe siècle, rassemble des collections patrimoniales qui couvrent tout le champ anthropologique des techniques touchant à la vie sociale et religieuse pour l'Afrique, l'Asie et l'Océanie.
Le musée des Compagnons du Tour de France retrace, à travers environ 500 documents et objets, l'histoire du compagnonnage, de la vie ouvrière à Bordeaux et dans la région.
Le musée du Vin et du Négoce de Bordeaux a été ouvert à l'initiative de l'association Bordeaux Historia Vini le 26 juin 2008 dans le quartier des Chartrons. Dans trois caves semi-enterrées, le musée présente une collection d'objets historiques uniques, de multiples témoignages du passé et du présent avec nombre de documents et panneaux explicatifs retraçant le commerce des vins de Bordeaux : l'évolution du métier de négociant, depuis le privilège des vins de Bordeaux datant du Moyen Âge jusqu'à nos jours, en passant par le travail dans les chais et les exportations.
Le musée Mer Marine Bordeaux présente quant à lui sur trois niveaux et 6 000 m2 une histoire universelle de la navigation à travers le monde, la richesse des savoir-faire, les grandes découvertes, les expéditions scientifiques ou les batailles navales à l'aide de 10 000 objets de marine, tels que bateaux grandeur nature, maquettes, instruments de navigation, cartes, atlas et œuvres d’art, avec de fréquents focus sur Bordeaux et sa région.
Le musée Goupil conserve le fonds de la maison Goupil, dynastie d'éditeurs d'art parisiens actifs de 1827 à 1920. Les collections se répartissent en trois domaines : estampes, photographies et archives.
Le musée des télécommunications d'Aquitaine occupe les locaux de l'ancien Central Téléphonique « Chartrons », de type R6, mis en service en 1958 avec 3 000 lignes puis 5 000 lignes, et retiré de l'exploitation en 1983.
Le musée des métiers de l'imprimerie de Bordeaux expose plus de 160 machines associées aux métiers de l'imprimerie, constituant la plus grande collection de ce type en Franc

### Lieux d'expositions
La Base sous-marine, construite durant la Seconde Guerre mondiale, est aujourd'hui un lieu d'exposition artistique. Depuis 2020, le Bassins de Lumières propose des expositions autour de jeux de lumières.
Cap Sciences (Centre de culture scientifique, technique et industrielle), situé aux bords des quais, est organisé autour d'un grand plateau de 650 m2 qui accueille une grande exposition par an, d'un plateau de 200 m2 pour des expositions temporaires.
La MÉCA qui abrite le FRAC Aquitaine, Fonds régional d'art contemporain de la région Nouvelle-Aquitaine, qui a été fondé en 1982. Elle conserve plus d’un millier d’œuvres.
La Cité du Vin, érigée en 2016, après deux ans de travaux, permet de s'initier à l'œnologie.
La Fabrique Pola est un lieu consacré à la création contemporaine, à la production et à la diffusion artistique.
Bordeaux compte également une cinquantaine de galeries d'art.

### Opéras, théâtres et salles de spectacle

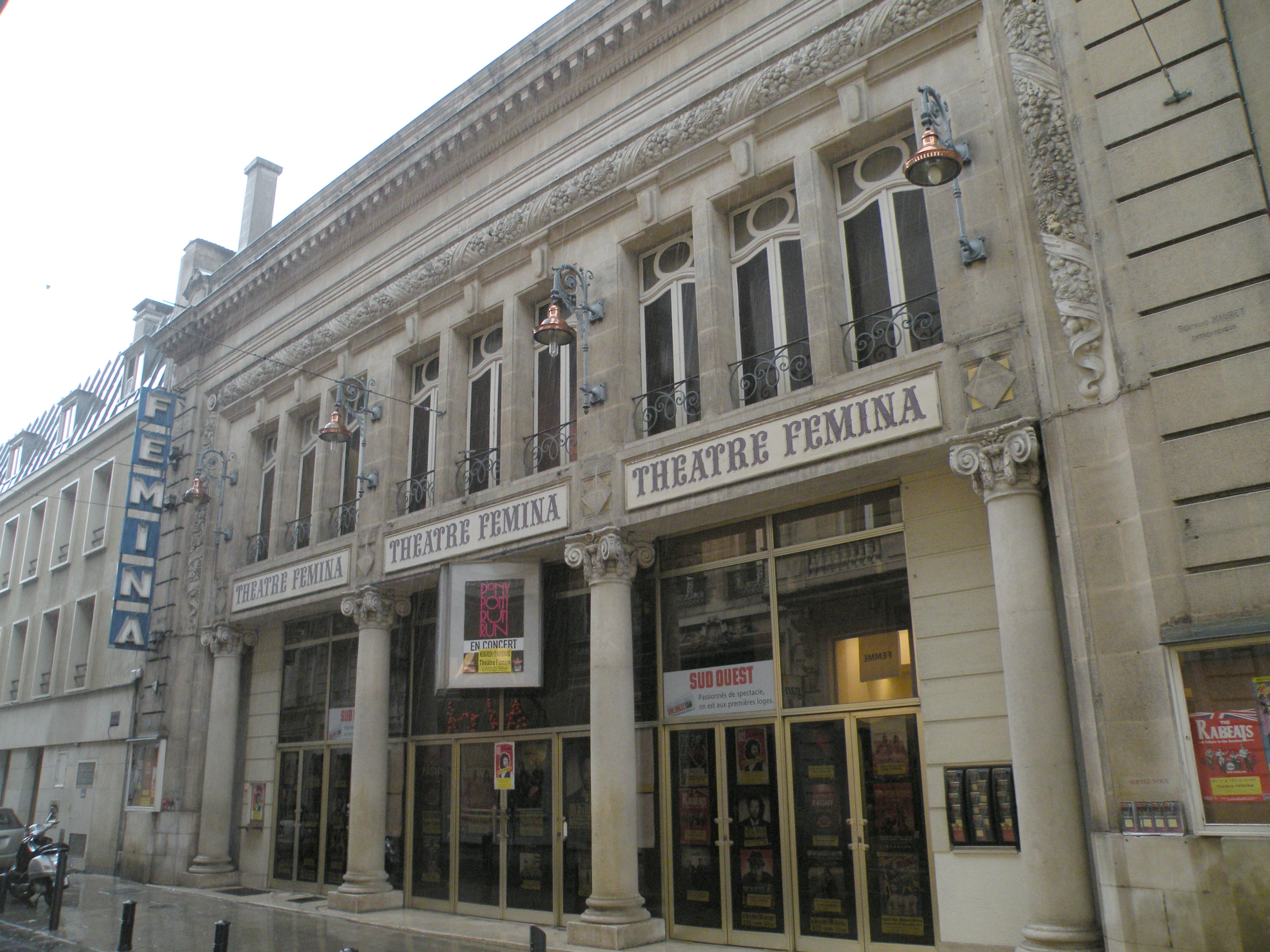
Le théâtre Fémina, dans le centre de la ville.

L'Arkéa Arena constitue la plus grande salle de spectacle de la métropole bordelaise et offre une capacité d'accueil pour tous types de spectacles et manifestations de 2 500 à 11 300 places maximum. La salle est principalement utilisée pour des concerts et des événements sportifs. Elle dispose de plusieurs espaces réceptifs dont deux salons (public et privé), une brasserie ouverte sur le parvis, une coursive (au 2e étage) et de plusieurs points de restauration.
Le stade Matmut Atlantique accueille les tournées de stars internationales, comme Ed Sheeran en 2019. Il dispose d'une capacité de 42 000 places,.
L'Opéra national de Bordeaux (1 100 places), est consacré à l'opéra et à la danse. Son histoire est liée à celle du Grand Théâtre où se trouve son siège et à celle de l’orchestre national Bordeaux Aquitaine qui apporte son concours aux représentations lyriques ou chorégraphiques.
L'Auditorium de Bordeaux, ouvert en 2013, possède deux salles dont une de 1 400 places.
Le palais des sports, d'une capacité de 1 400 places, a été un spectacle de l'Opéra national de Bordeaux.
Bordeaux compte d'autres salles de spectacle de grande capacité, comme la salle Jean-Dauguet (2 500 places), la salle des fêtes du Grand Parc (1 200 places), le théâtre Fémina (1 175 places), la Rock School Barbey (700 places) ou le casino de Bordeaux (700 places).
L'iBoat programme de nombreux concerts toute l'année.

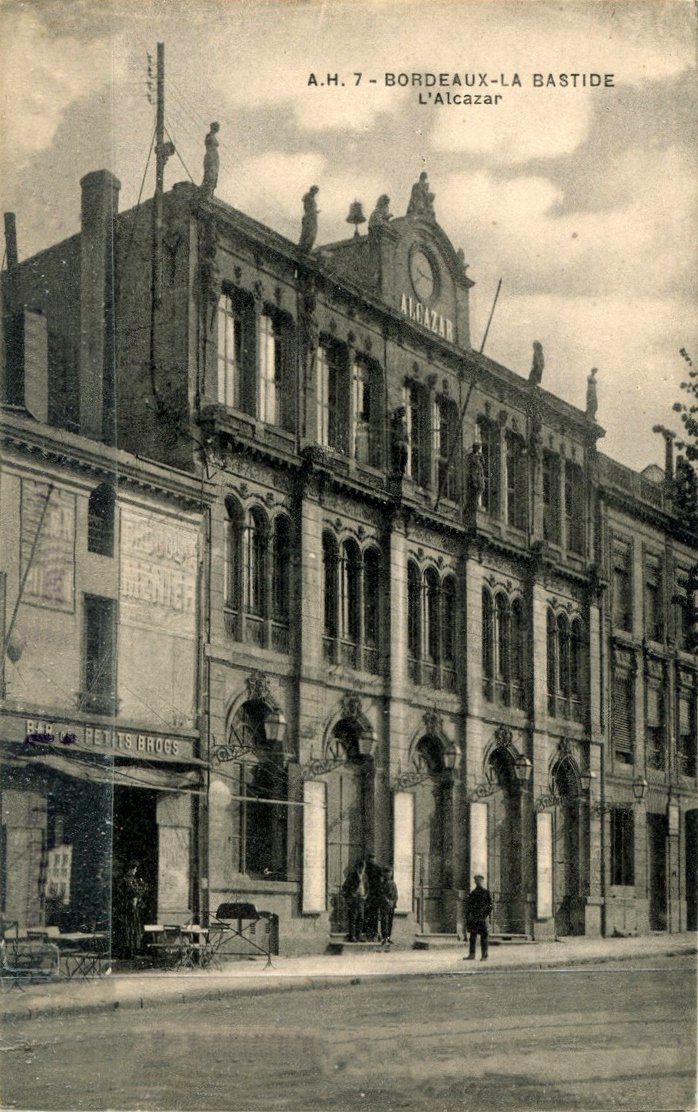
Le théâtre L'Alcazar, sur la rive droite, dans le quartier de La Bastide, vers 1905.

De nombreux théâtres existent à Bordeaux, les plus connus étant le théâtre national de Bordeaux en Aquitaine (TNBA) et le théâtre Fémina.
Le théâtre de l'Alcazar et le théâtre Alhambra étaient connus mais ont fermé.

### Salles de cinéma

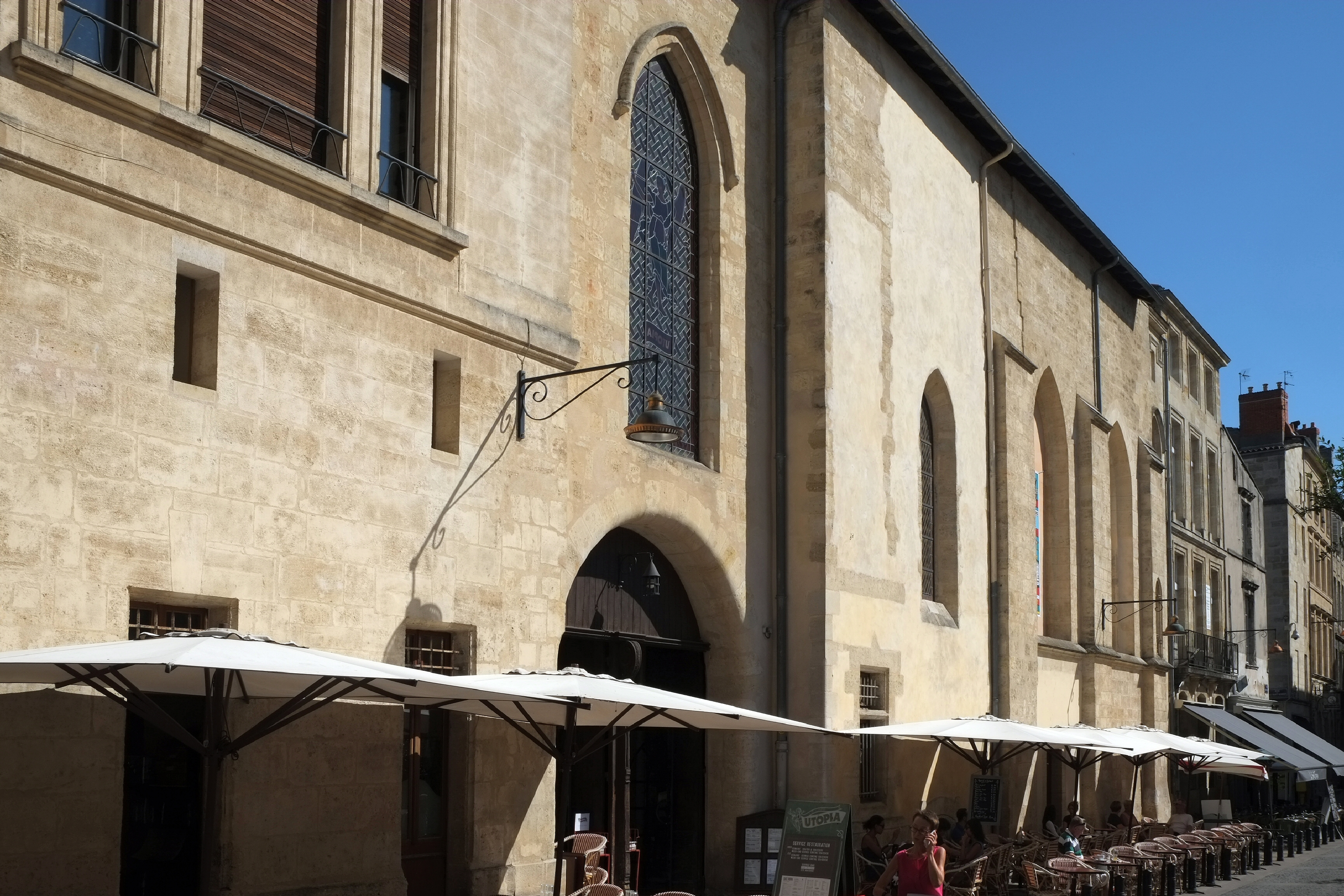
Le cinéma Utopia Saint-Siméon.

Il existe, en 2021, quatre multiplexes :
- l'UGC Cinécité (dix-huit salles ; ancien cinéma l'Apollo), près de la place Gambetta ;
- le Mégarama (dix-sept salles), sur la rive droite de la Garonne, dans l'ancienne gare d'Orléans (monument historique) ;
- l'UGC des Bassins à flots (treize salles, quartier Bacalan) ;
- le CGR Le Français (douze salles), situé dans un ancien théâtre près de la place Gambetta (à l'angle des rues Condillac et Montesquieu), qui a rouvert le 26 mai 2010[22] après plusieurs années de travaux.

L'Utopia Saint-Siméon (cinq salles), dans l'ancienne église Saint-Siméon (place Camille-Jullian, quartier Saint-Pierre) fermée au culte depuis la Révolution française, nef d'église devenue entrepôt de conserves, garage puis cinéma, est le seul cinéma d’art et essai depuis la fermeture, en décembre 2008, du Jean-Vigo (une salle), installé dans l'ancienne salle du Trianon rue Franklin.
Chaque barrière de Bordeaux avait un cinéma, dont seul subsiste le Festival, à Bègles (Bordeaux Métropole). Il y avait par exemple Le Rex à la barrière du Médoc, rue Croix-de-Seguey (copie du Grand Rex de Paris et créé par Émile Couzinet), Le Marivaux, rue Condillac (fermé en 1988) ou encore Le Saint-Genès (fermé en 1995). D'anciens music-halls avaient été transformés en cinémas : L'Alcazar, place Stalingrad, devenu L'Éden ; L'Alhambra, rue d'Alzon ; L'Apollo, rue Judaïque (fermé en 1970), devenu Le Rio puis L'Ariel ; La Scala, rue Voltaire, devenu Le Mondial. À la fin de la Seconde Guerre mondiale, Bordeaux comptait par ailleurs une quarantaine de cinémas, dont la plupart fermèrent par la suite, en raison du développement du CinemaScope (dont toutes les salles n'avaient pas les moyens de s'équiper), de la télévision puis des multiplexes. Certaines salles se reconvertirent en cinéma pornographique, avant de finalement fermer elles aussi.

### Casino
Le Casino de Bordeaux se situe dans le quartier de Bordeaux-Lac. Il met à disposition du public en plus des salles de jeux, 2 espaces de restaurations, 2 bars ainsi que la salle de théâtre pouvant accueillir jusqu'à 700 personnes. Le Casino de Bordeaux appartient au groupe Barrière.

## Manifestations culturelles et festivités

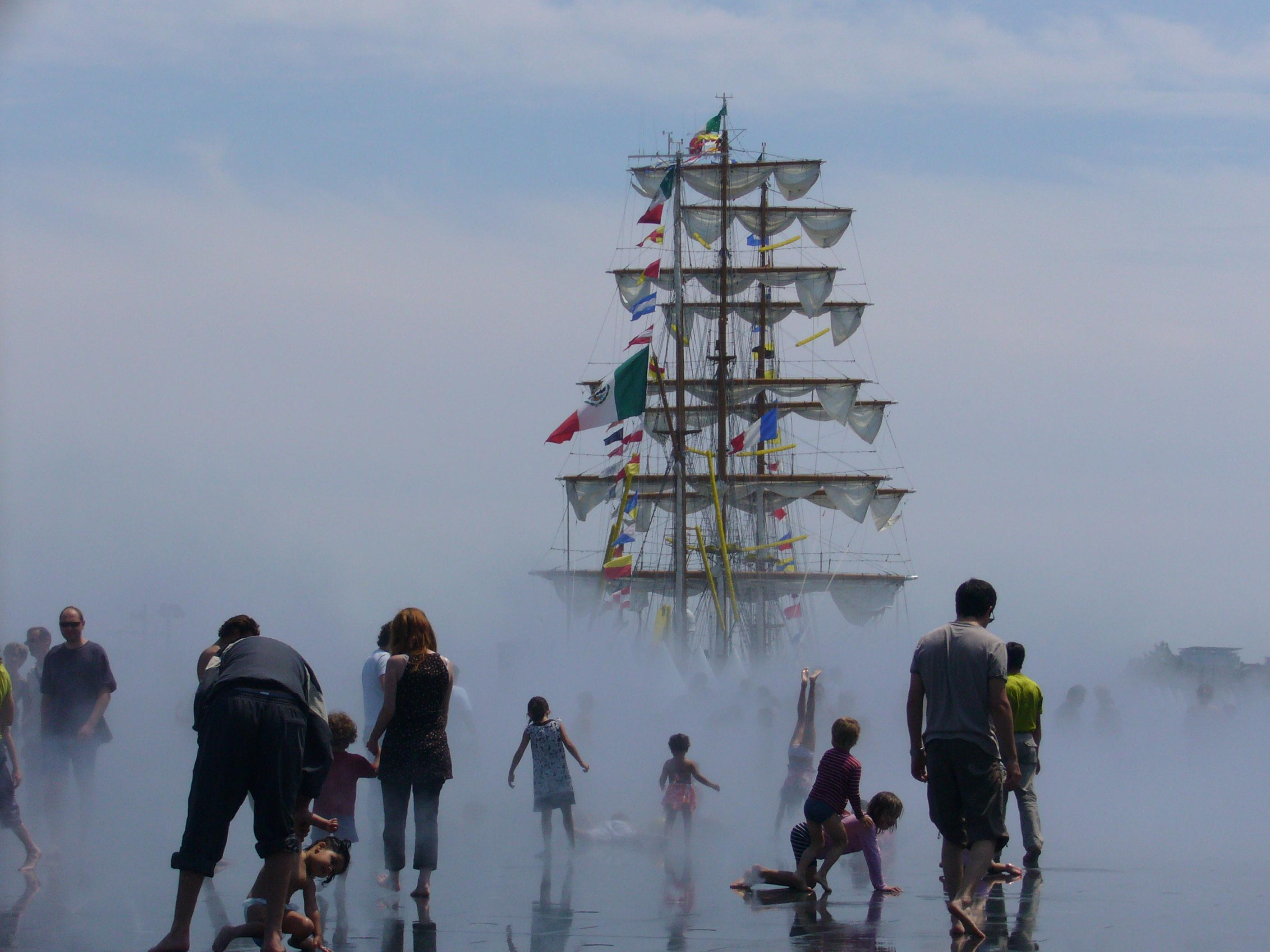
Le Cuauhtémoc lors de la fête du fleuve.

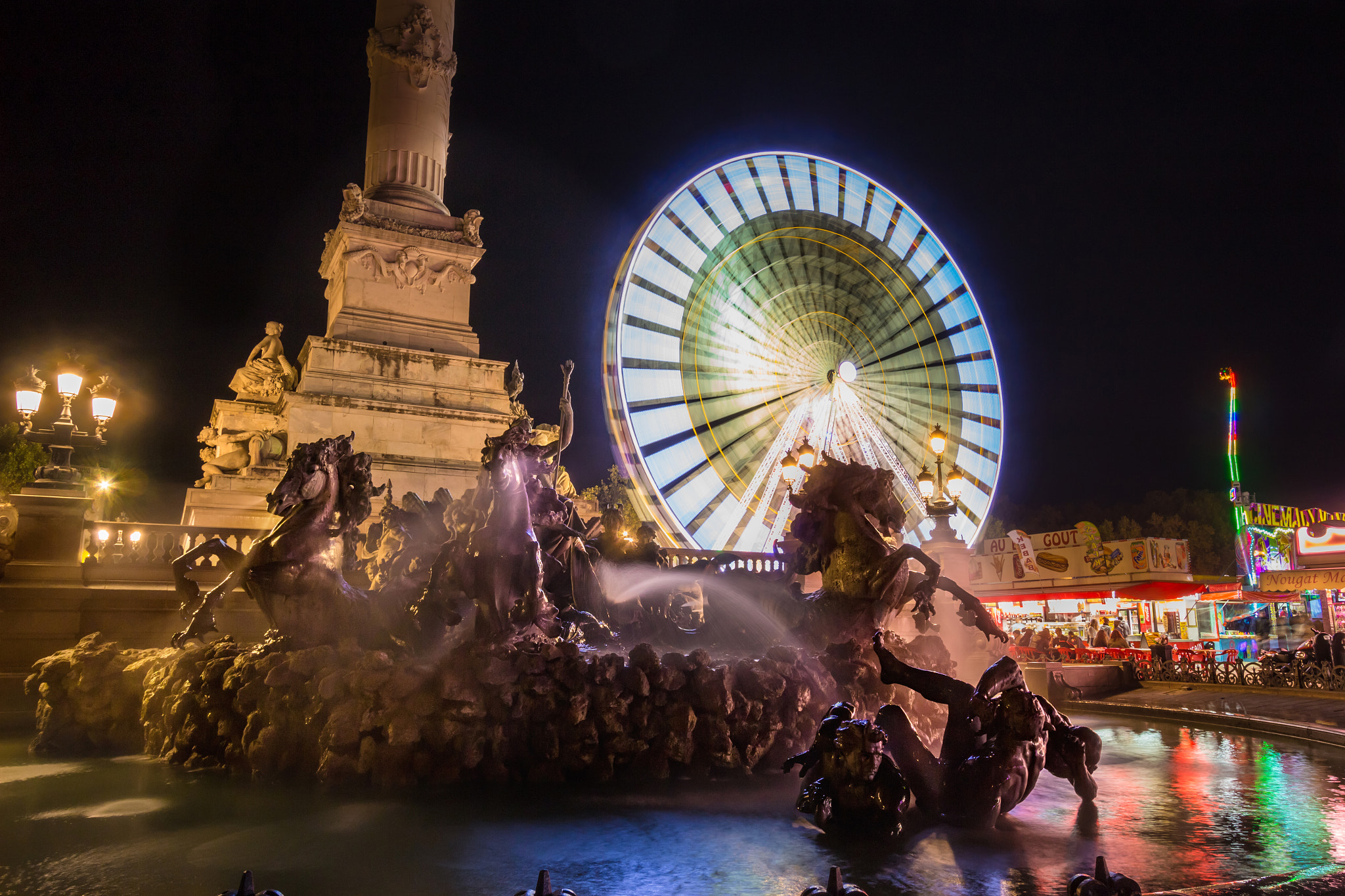
La foire aux plaisirs sur la Place des Quinconces.

Durant l'année, Bordeaux accueille plusieurs festivals de musique, de cinéma ainsi que des festivals divers et variés, allant du festival international des musiques classiques et d'orgue, jusqu’à la musique underground. Le Festival Climax s'exporte désormais à Paris et à l'étranger. D'autres festivals sont organisés pendant la période du printemps et de l'été tel que le Bordeaux Congo Square, le Bordeaux Jazz Festival, le Festival Bordeaux Rock et le Festival Relâche. Parmi les autres manifestations culturelles on peut également citer Evento (exposition d'œuvres contemporaines dans la ville), l'Escale du livre entre le mois de mars et d'avril, Chahuts (festival de conte et arts de la parole), Vinexpo et Novart en novembre qui met en valeur les artistes locaux issus de la métropole.
La métropole organise et accueille par ailleurs plusieurs manifestations culturelles telles que le Festival International des Arts de Bordeaux Métropole (FAB) et le festival ODP à Talence, au profit des orphelins des sapeurs-pompiers de France. Chaque été, L’Été Métropolitain propose près de 150 rendez-vous. Le Festival Reggae Sun Ska qui se tient dans le Médoc s'est tenu un temps sur le campus de Bordeaux.
Enfin, l'année est ponctuée par divers festivals et événements comme le Carnaval des deux rives le premier week-end de mars qui existe sous sa forme actuelle depuis 1996. La Foire aux plaisirs qui est la plus grande fête foraine présente en Aquitaine. Elle se déroule les trois dernières semaines d'octobre et les trois premières semaines de mars sur la place des Quinconces.
La Fête du vin sur les quais et la place des Quinconces, en alternance une année sur deux avec la Fête du fleuve incarnent les plus grands festivals du Sud-Ouest par l'accueil de nombreux navires, de concerts relatifs à la musiques du monde et par ses deux feux d'artifice d'ouverture et de clôture. Durant la même période les Bordelais profitent des Épicuriales qui met en valeur la gastronomie bordelaise autour de concerts variés. Mais aussi du festival d'été Dansons sur les quais qui se tient tout le mois de juillet et d'août sur les quais. La fin d'année se clôture par le Marché de Noël.

## Patrimoine culturel

### Patrimoine gastronomique

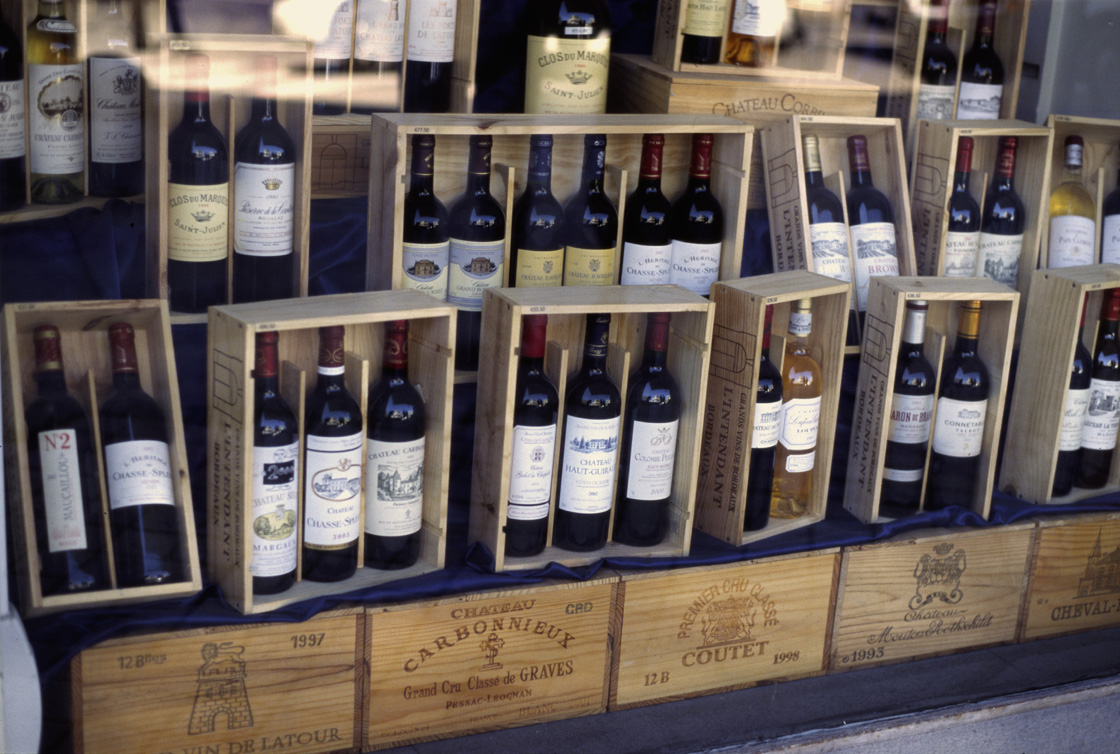
Des bouteilles de Bordeaux.

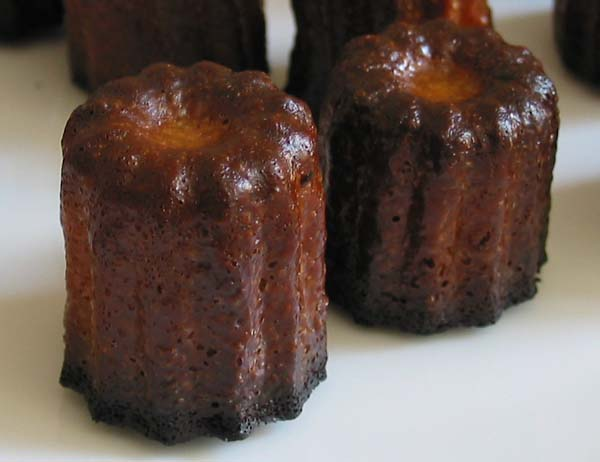
Deux cannelés.

Bordeaux compte de nombreuses spécialités,, comme les bouchons (chocolat en forme de bouchons), les croquants bordelais (tuiles soufflées aux noisettes), les sarments du Médoc (orange confite enrobée de chocolat) et le cannelé bordelais, qui aurait été inventé au XVIIIe siècle par les religieuses du couvent des Annonciades. Il s'agissait à l'époque d'une friandise en forme de bâtons appelées canelats ou canelets. Certains remarquent que ces petits gâteaux faits par les religieuses pourraient être liés à l'histoire de Bordeaux et du vin. En effet une étape importante dans la vinification est appelée collage. Elle consiste à filtrer le vin en cuve avec traditionnellement du blanc d'œuf. Ce procédé coûteux était encore utilisé par bon nombre de châteaux et cette étape voyait tout le personnel des châteaux casser des œufs et séparer les blancs des jaunes qui étaient donnés aux Petites sœurs des pauvres pour confectionner des gâteaux.
La gastronomie bordelaise est bien évidemment inhérente aux Vins de Bordeaux qui sont parmi les plus réputés et les plus chers du monde, faisant du bordeaux une référence mondiale,.
La production du vignoble est variée : environ 80 % de vins rouges (comme le pomerol ou le pauillac) et 20 % de vins blancs secs (tel que l'entre-deux-mers ou le pessac-léognan) ou liquoreux (par exemple le sauternes ou le cadillac), auxquels s'ajoutent des rosés, des clairets, et des vins mousseux (le crémant de Bordeaux). L'existence de 38 appellations différentes au sein du vignoble s'explique par la diversité des terroirs, c'est-à-dire des types de sols, des cépages cultivés, des pratiques de culture et de vinification. Avec 117 200 hectares cultivés et une production de cinq à six millions d'hectolitres de vin par an, la Gironde est le troisième département viticole français au regard de la production globale après l'Hérault et l'Aude, mais le premier pour les AOC en volume. La Cité du Vin incarne cet héritage gastronomique à travers le prisme de « la transmission, la valorisation et la sauvegarde du patrimoine culturel, universel et vivant du vin ».
Les plats bordelais sont l'entrecôte à la bordelaise (avec une sauce au vin), la lamproie à la bordelaise et le grenier Médocain.
La ville est également renommée pour le caviar de l'Estuaire de la Gironde, exploité depuis l'entre-deux-guerres seulement ; l'esturgeon est un poisson qui a toujours été présent dans la Gironde, et la moutarde de Bordeaux.

### Patrimoine linguistique

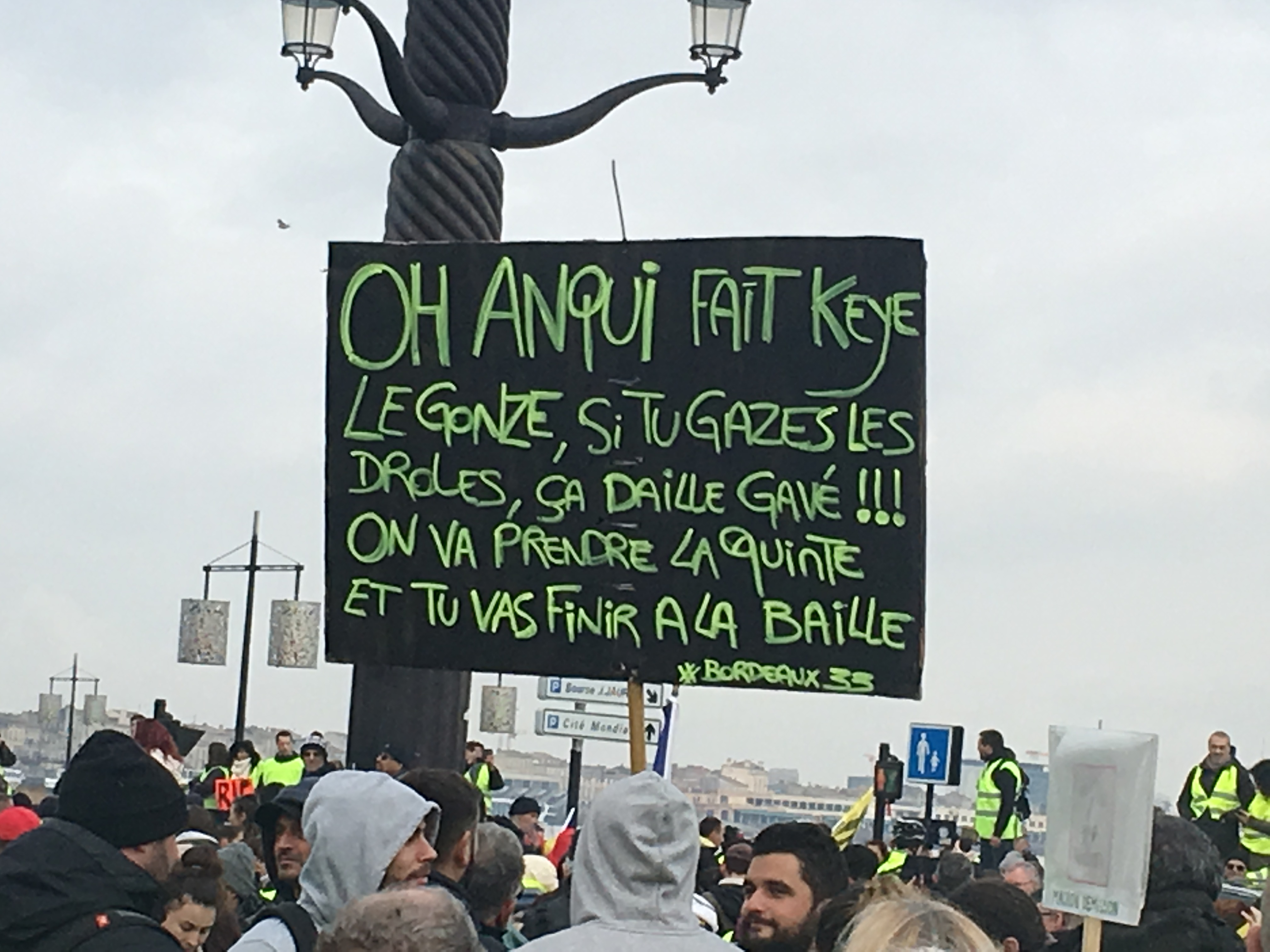
Image du 12 janvier 2019, montrant un panneau en bordeluche lors d'une manifestation.

Autrefois très utilisé à Bordeaux, le bordeluche n'est quasiment plus parlé de nos jours. Ce registre de langue provient directement du gascon,. Certaines expressions demeurent encore aujourd'hui comme « gavé », synonyme de beaucoup. « Ça caille », pour dire qu'il fait froid. « Ça daille », pour signifier « ça m'embête », ou encore « chocolatine », mot d'origine gasconne utilisé à Bordeaux comme dans une grande partie du Sud-Ouest, pour désigner la viennoiserie appelée « pain au chocolat » dans la plus grande partie de la France.

### Patrimoine artistique

#### Littérature

La bibliothèque Mériadeck, une des plus grandes de France.

La ville de Bordeaux a accueilli de nombreux écrivains, notamment les « 3 M » de Bordeaux : Montaigne (philosophe et écrivain, maire de Bordeaux de 1581 à 1585), Montesquieu (philosophe et écrivain, membre du Parlement de Bordeaux de 1714 à 1726 et propriétaire du château de La Brède dans les environs) et François Mauriac (prix Nobel de littérature, né en 1885 à Bordeaux), qui ont écrit de nombreux ouvrages célèbres conservés à Bordeaux. Les Essais de Montaigne ont nourri la réflexion des plus grands auteurs en France et en Europe, de Shakespeare à Pascal et Descartes, de Nietzsche et Proust à Heidegger,.
Montesquieu s'est d'abord fait connaître en 1721 par les Lettres persanes, roman épistolaire faisant la satire amusée de la société française de la Régence, vue par des Persans fictifs : il met en cause les différents systèmes politiques et sociaux, y compris celui des Persans. Il se consacre ensuite à de grands ouvrages qui associent histoire et philosophie politique : Considérations sur les causes de la grandeur des Romains et de leur décadence (1734) puis De l'esprit des lois (1748), dans lequel il développe sa réflexion sur la répartition des fonctions de l'État entre ses différentes composantes, appelée postérieurement « principe de séparation des pouvoirs ».
Mauriac est élu membre de l'Académie française, au fauteuil no 22, en 1933. Il reçoit le prix Nobel de littérature en 1952.
La bibliothèque Mériadeck, d'une surface de 26 000 m2 (8 000 m2 accessibles aux usagers) est l'une des plus grandes bibliothèques publiques de France. Elle stocke avec les Archives de Bordeaux Métropole près d'un million de documents dans des dizaines de kilomètres de rayonnages, dont plus de 300 000 documents appartenant au fonds patrimonial (rares, précieux, anciens),.
Parmi les trésors de la bibliothèque, la Bible de l'Abbaye de La Sauve-Majeure, conçue dans le scriptorium de l'Abbaye du Mont-Saint-Michel entre 1070 et 1090, mais aussi le Cartulaire de l'Abbaye, ou Grand cartulaire qui est un ensemble de quatre manuscrits,,,. Enfin, l'Exemplaire de Bordeaux est un exemplaire imprimé de l'édition de 1588 des Essais. Il comporte d'abondantes corrections et annotations manuscrites de Montaigne, rédigées entre l'été 1588 et sa mort. Ce document unique éclaire la manière dont Montaigne travaillait : les multiples remaniements, ajouts et corrections autographes permettent de comprendre la genèse du texte. Les manuscrits d'auteurs du XVIe siècle étant très rares, ce document revêt un caractère exceptionnel.
La ville accueille aussi la Librairie Mollat, première librairie indépendante de France en chiffre d'affaires. Elle se situe à l'emplacement de la dernière maison de Montesquieu.

#### Cinéma (art cinématographique)

##### Films tournés à Bordeaux
De nombreux films ont été tournés dans la métropole bordelaise tels que L'Intrigante d’Émile Couzinet en 1939, Des gens sans importance d’Henri Verneuil en 1954, avec Jean Gabin et Pierre Mondy, Le Corniaud de Gérard Oury en 1964, avec Bourvil et Louis de Funès, ou La Menace d’Alain Corneau en 1977, avec Yves Montand, Philippe Noiret, Michel Serrault, Bernard Le Coq et Pierre Arditi,,.
Mais aussi Les Misérables de Robert Hossein en 1982, avec Lino Ventura et Jean Carmet ; Les Fugitifs de Francis Veber avec Pierre Richard, Gérard Depardieu et Jean Carmet en 1986 ; La Fête des pères de Joy Fleury avec Thierry Lhermitte en 1990 ; Vidocq avec Gérard Depardieu, André Dussollier en 2001 ; Un jour mon père viendra de Martin Valente, avec Gérard Jugnot, François Berléand,, en 2012.

##### Film évoquant Bordeaux
Dans le film américain La Guerre des mondes de Byron Haskin (1953), la ville de Bordeaux est la première ville du monde à recevoir la visite des Martiens et, en conséquence, la première à être totalement détruite.

##### Festivals de cinéma à Bordeaux
Bordeaux accueille aussi de nombreux festivals internationaux du cinéma comme le Festival international du film indépendant de Bordeaux défendant le cinéma indépendant mondial. À partir de 2012, ce festival se tient en liaison avec la salle Utopia Saint-Siméon.
Depuis 2017, les Tropicales par So Film proposent le dernier week-end de juin un festival convivial sans compétition, avec des avant-premières, des cartes blanches, et des séances gratuites en plein air, dont un ciné-karaoké géant, moment attendu du festival.
La ville accueille aussi le festival international Cinémascience qui est un événement organisé par le CNRS : il s'agit d'un festival de longs métrages de fiction ayant pour thématique un axe de recherche développé au CNRS. De la conquête de l’espace à la politique en passant par la génétique, l’histoire ou encore les mathématiques, les différentes projections sont prétextes à la discussion entre le public et les membres des équipes des films (réalisateurs, acteurs, producteurs, etc.) et les acteurs de la recherche (chercheurs, ingénieurs de recherche, etc.),. Pour mémoire, Bordeaux a accueilli la 3e édition de Cinémascience du 30 novembre au 5 décembre 2010.

#### Musique
Dans le domaine des expressions populaires, le groupe Noir Désir, fer de lance du rock à Bordeaux et plus globalement du rock français, ou Les Nubians, groupe de hip-hop français reconnu à l'étranger, ainsi que JC & the Judas, groupe rock-folk, ont émergé de la riche scène musicale bordelaise. Le groupe bordelais Partenaire particulier connut un certain succès au milieu des années 1980. Eiffel, Luke, Tribal Jam sont d'autres groupes bordelais qui ont une notoriété nationale,,.